# Spořilov
Spořilov je sídelní celek zaujímající jihozápadní část katastrálního území Záběhlice. Je součástí městského obvodu Praha 4, městské části Praha 4 a městského správního obvodu Praha 4.
Rozlohou větší, jihozápadní část Spořilova je tvořena kolonií rodinných domků (zahradním městem, později nazývaným Starý Spořilov), na jejím severním okraji leží Sídliště Spořilov I. Východní část zaujímá Sídliště Spořilov II. Se Záběhlicemi, oddělenými údolím Botiče a Hamerského rybníka, do jejichž katastrálního území Spořilov patří, nemá výraznou dopravní ani správní vazbu a v povědomí Pražanů i Spořilovanů je vnímán jako samostatná čtvrť.
Spořilov (tedy část Záběhlic patřící do městské části Praha 4) má rozlohu 2,05 km², v roce 2000 měl 14 718 obyvatel, v roce 2005 13 750 obyvatel.

## Historie a současnost Spořilova
Území Spořilova se spolu se Záběhlicemi stalo součástí Velké Prahy již při jejím založení v roce 1922. Do 31. března 1949 bylo součástí obvodu Praha XIII-Vršovice, 1. dubna 1949–30. června 1960 součástí tehdejšího obvodu Praha 13, od 1. července 1960 je součástí obvodu Praha 4, od 24. listopadu 1990 i součástí městské části Praha 4, jejíž tradiční centrum je v Nuslích, a jejího správního obvodu.
V minulosti se v oblasti Spořilova nacházely pouze dnes již zaniklé osady (dvory) Horní Roztyly (jižně, poblíž dnešní stanice metra Roztyly) a Dolní Roztyly (západně, poblíž Jižní spojky a depa metra Kačerov).
Spořilov je jedním z nejstarších zahradních měst na území Velké Prahy. Založením stavebního družstva Spořilov v roce 1924 Městská spořitelna na Vinohradech na návrh ředitele Václava Skleničky oslavila 25 let své existence. Odtud pochází i název čtvrti. Výstavba probíhala podle projektu architekta J. Barka a profesora J. Bertla v letech 1926–1929. V období německé okupace 1939–1945 měla čtvrť také německý (uměle vytvořený) název „Rosenbühl“.
Sídliště z let 1961–1967 projektovali architekti J. Holeček a J. Krákora. Původně mělo 3667 bytových jednotek pro 15 000 obyvatel. V letech 1976–1981 došlo k dostavbě, kterou sídliště vzrostlo o 288 bytových jednotek. Mezi sídlištěm a starší vilovou zástavbou je v Božkovské ulici č.4 budova polikliniky (č. p. 2967) projektovaná Z. Přádou a P. Bečvářem.
V původní části Spořilova byl použit unikátní způsob pojmenovávání ulic, inspirovaný například americkými systémy. Východní náměstí a Jižní náměstí (původně i ta byla jen číslovaná: např. Náměstí II, Náměstí III) je doplněno řadou ulic Jižní I–XVII, Severní I–XI, Severozápadní I–VI, Severovýchodní I–VI, Jihozápadní I–VI, Jihovýchodní I–IX, Boční I–II a Hlavní. Dostavby ve čtyřicátých a šedesátých letech však již na tento systém nenavázaly.
Přirozenými centry Starého Spořilova bývalo Roztylské náměstí s kostelem a konečná tramvaje na bývalém Bratislavském náměstí. Později se těžiště Spořilova přesunulo spíše k obchodnímu a kulturnímu středisku poblíž stanice autobusu Hlavní.
Od 60. do 80. let 20. století byl původní Spořilov ze všech tří stran postupně obehnán širokými rychlostními komunikacemi, které ho odřízly od zbytku Prahy a vytvořily ze Spořilova doslova ostrov. Směrem od jihozápadu Spořilov ohraničuje šestipruhá D1, od severovýchodu šestipruhý Městský okruh a na východě Spořilovská spojka, která navíc rozdělila Spořilov na dvě části. Jinak než po mostě nebo podchodem se už na starý Spořilov dostat nelze.

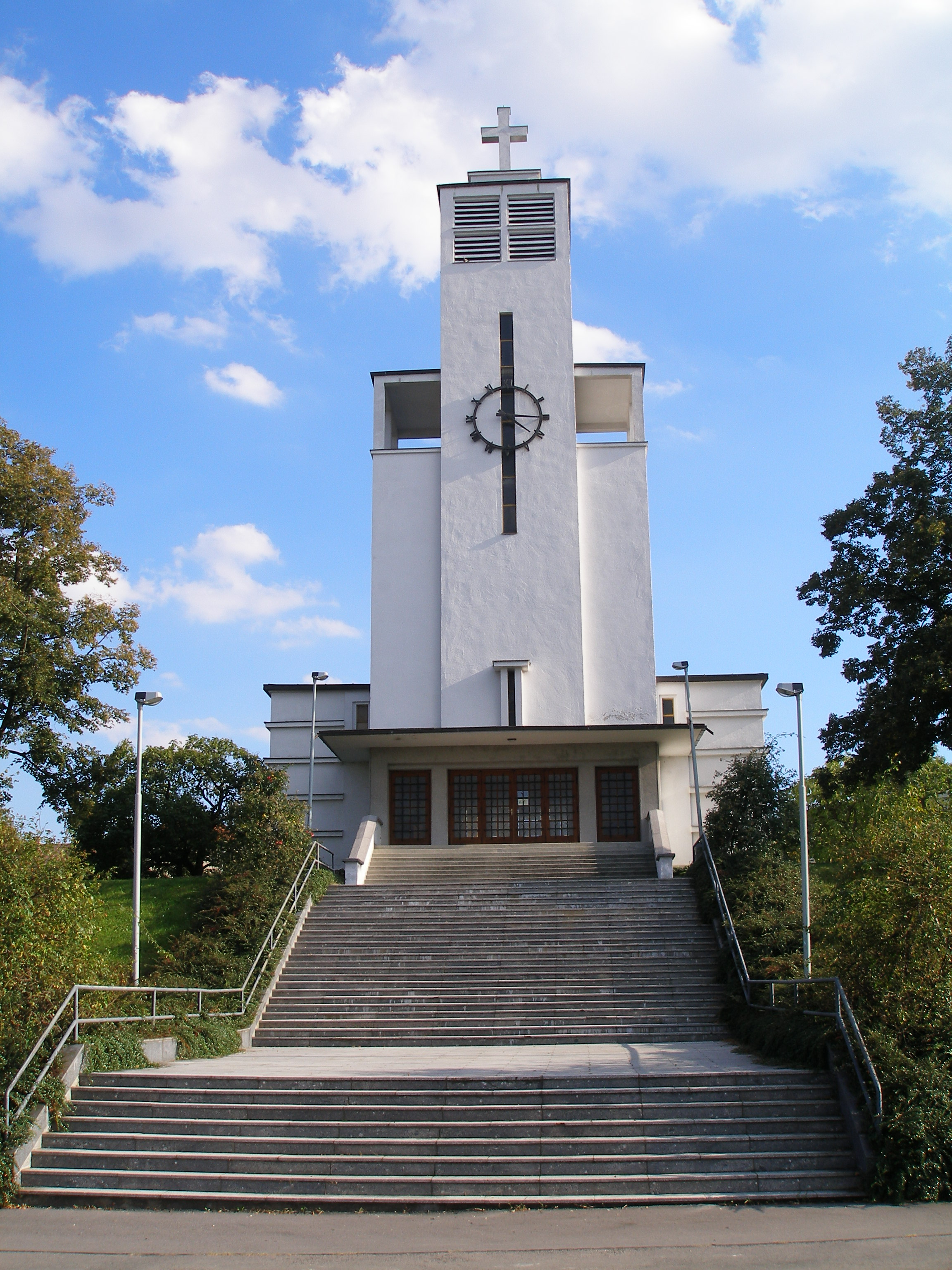
Kostel svaté Anežky České na Roztylském náměstí
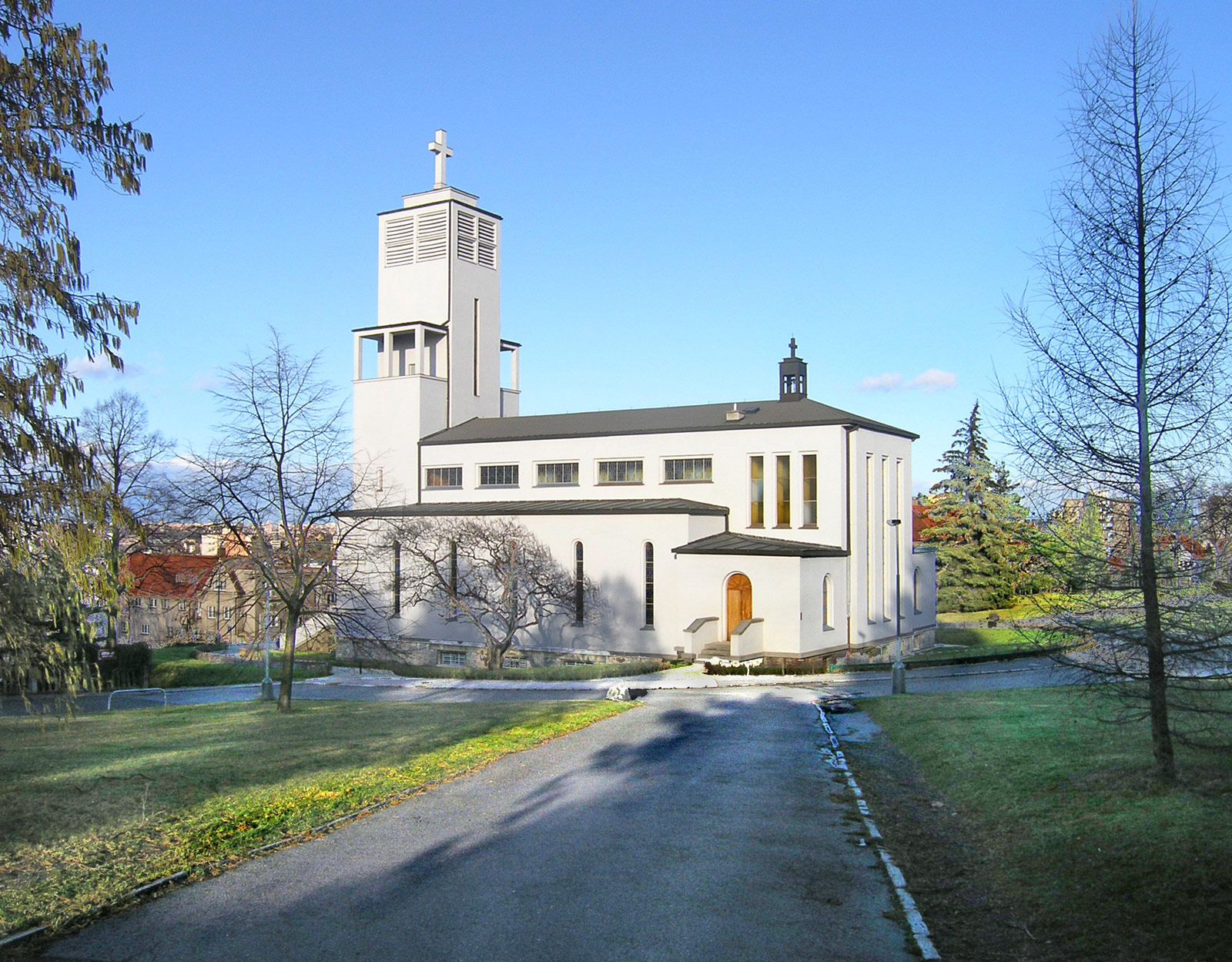
Kostel svaté Anežky České na Roztylském náměstí
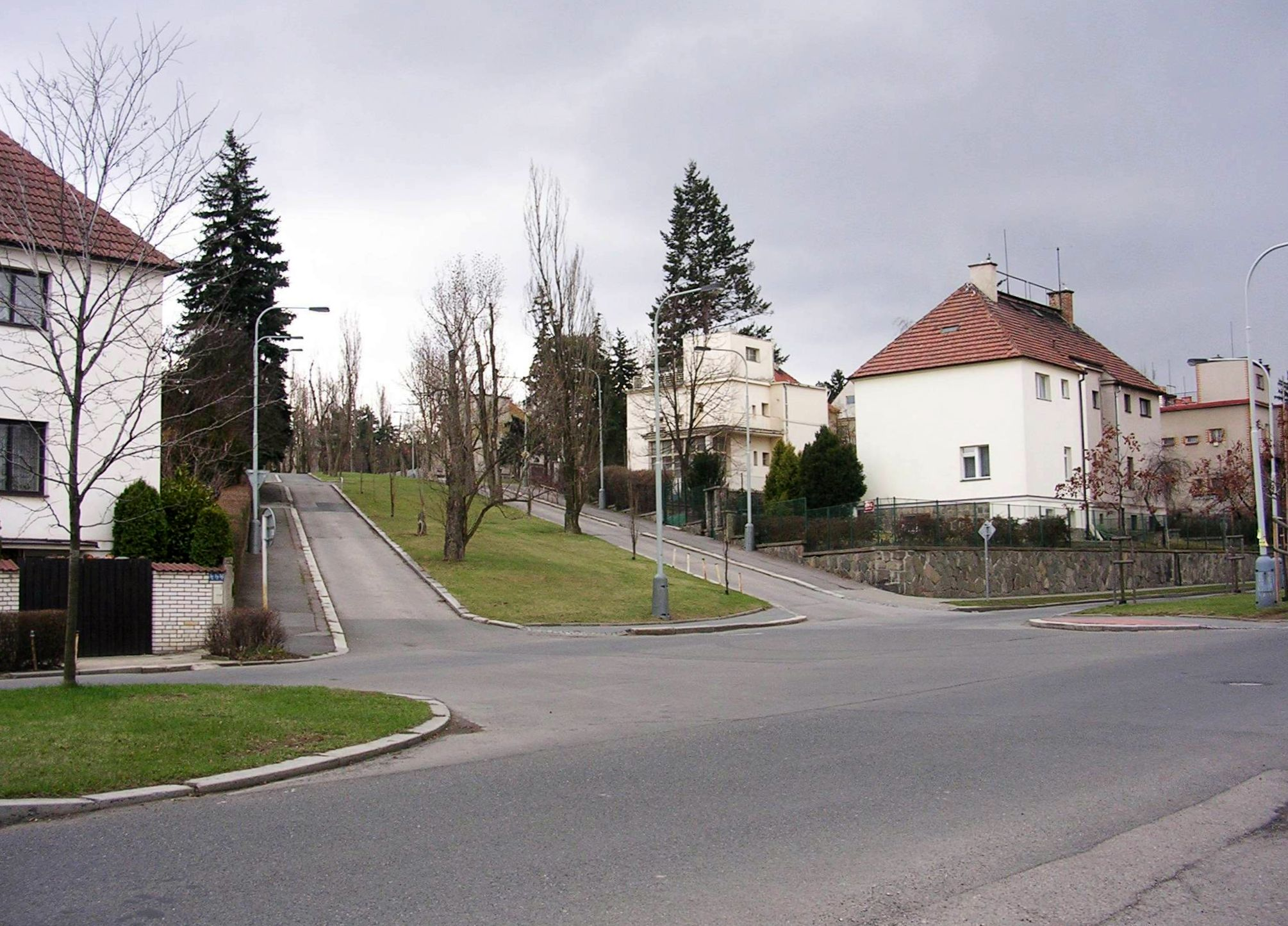
Ulice Boční II s funkcionalistickým rodinným domkem
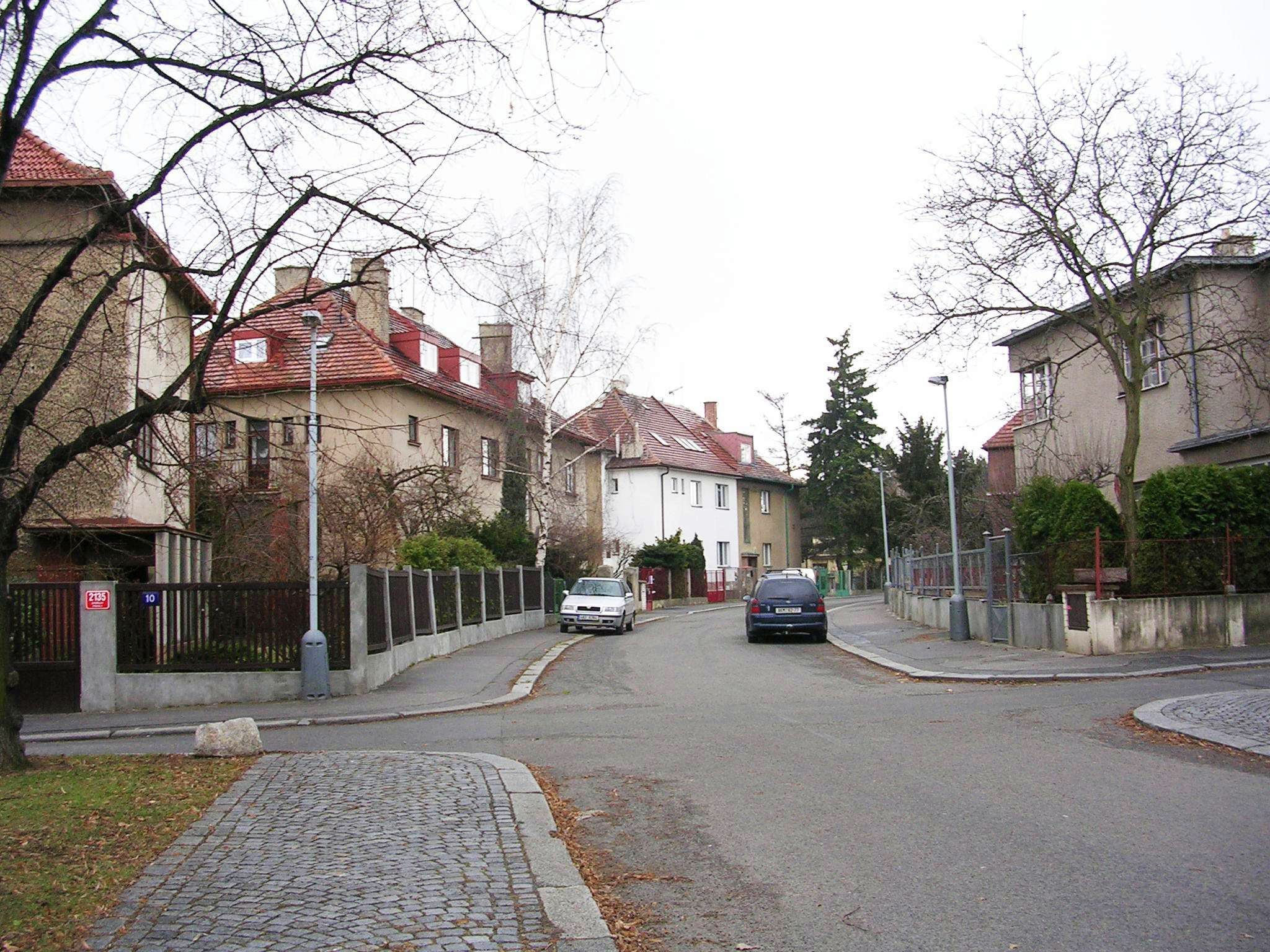
Ulice Jižní III
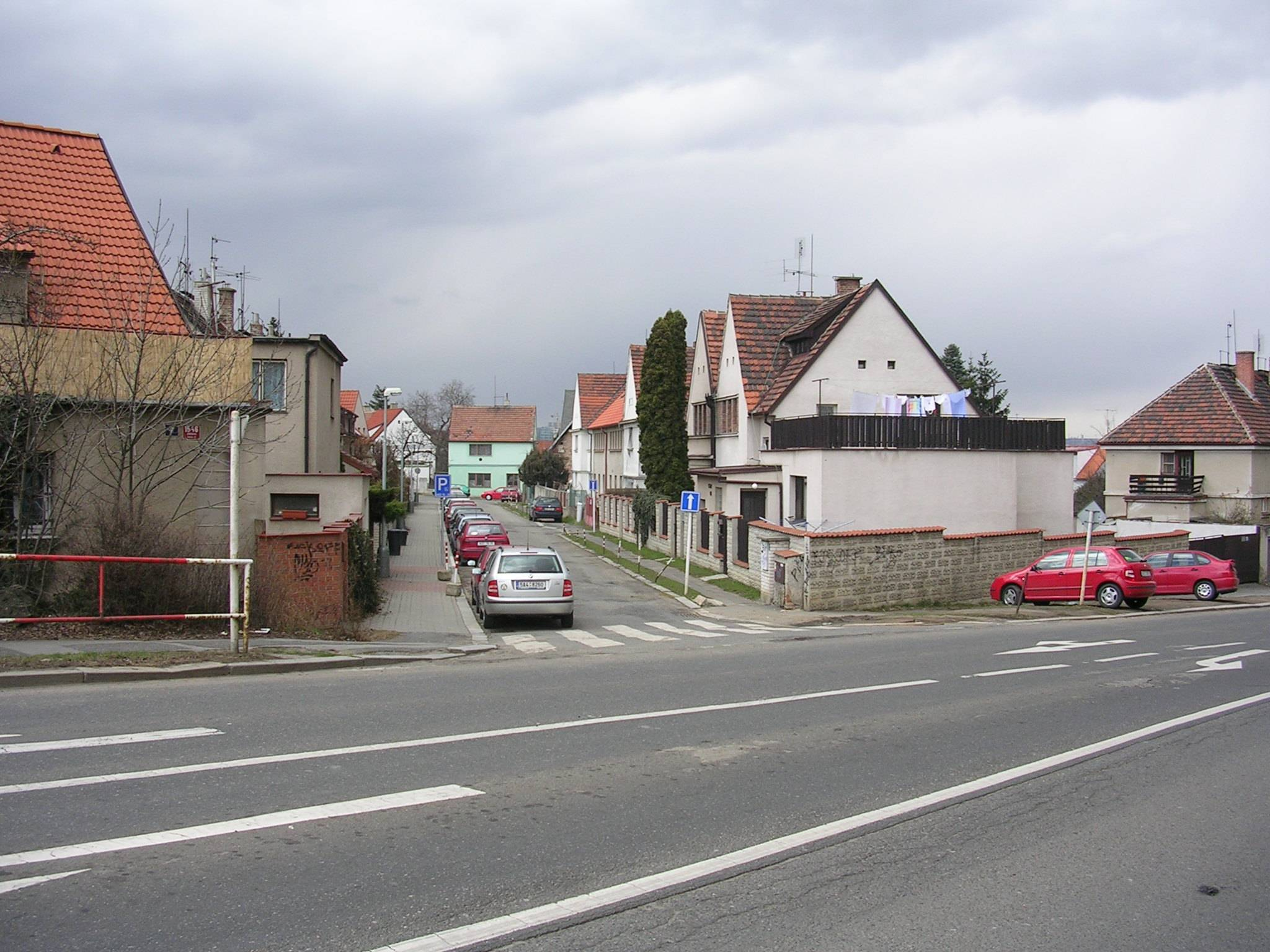
Ulice Severovýchodní VI v pohledu od ulice Severní I
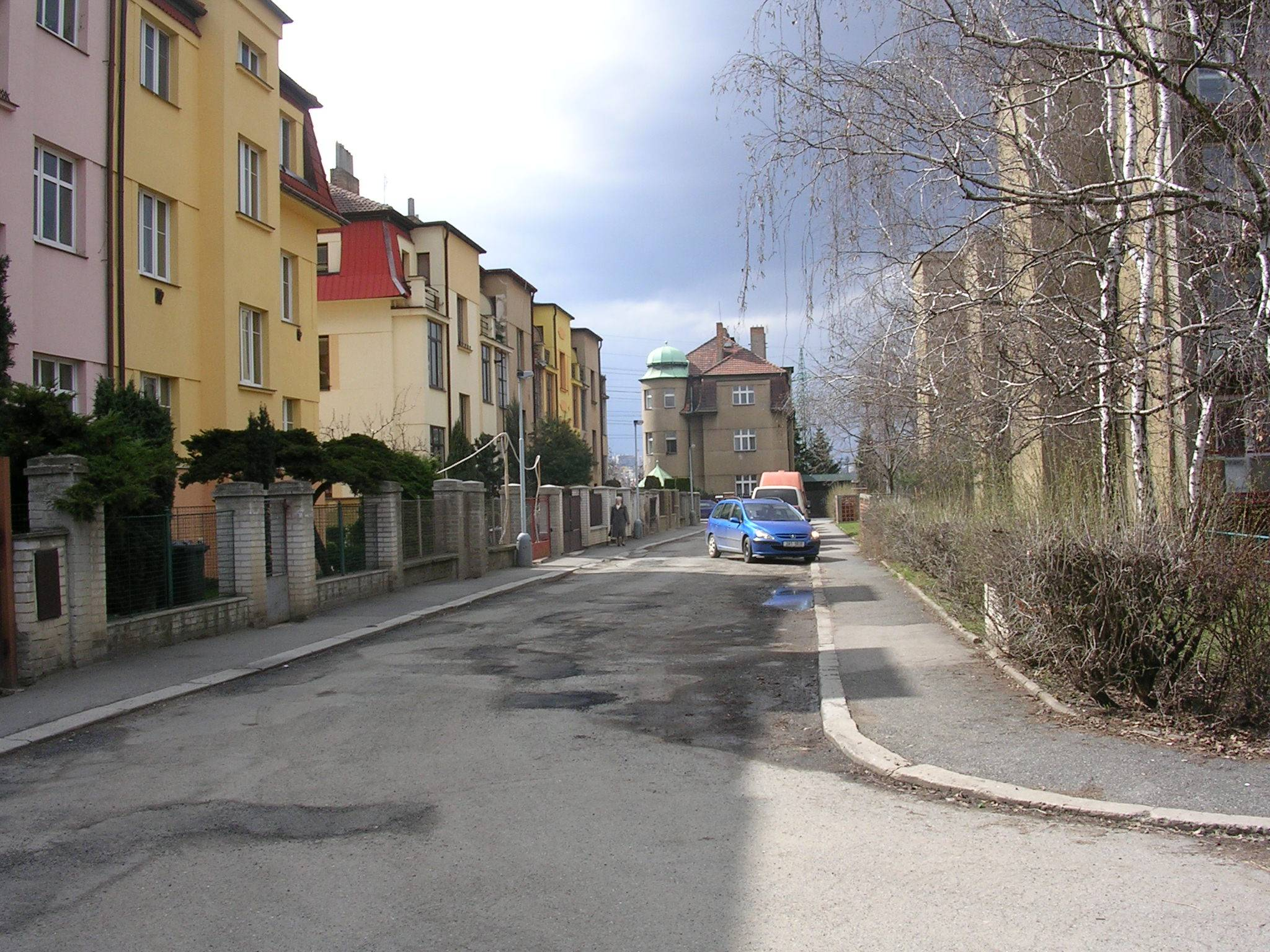
Huťská ulice v části Hutě
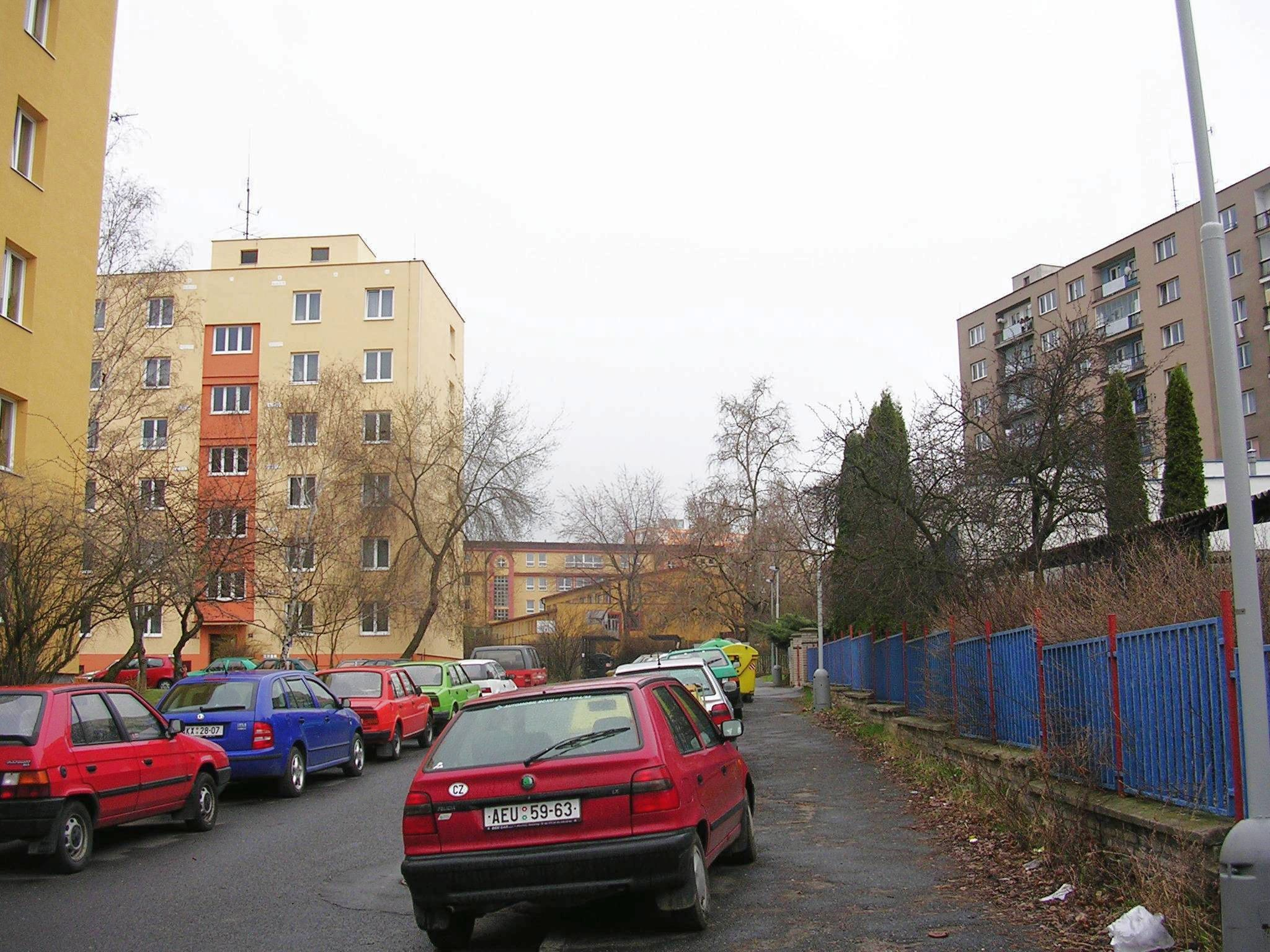
Sídliště Spořilov II, Malovická ulice, v pozadí gymnázium Postupická a bývalá základní škola Choceradská
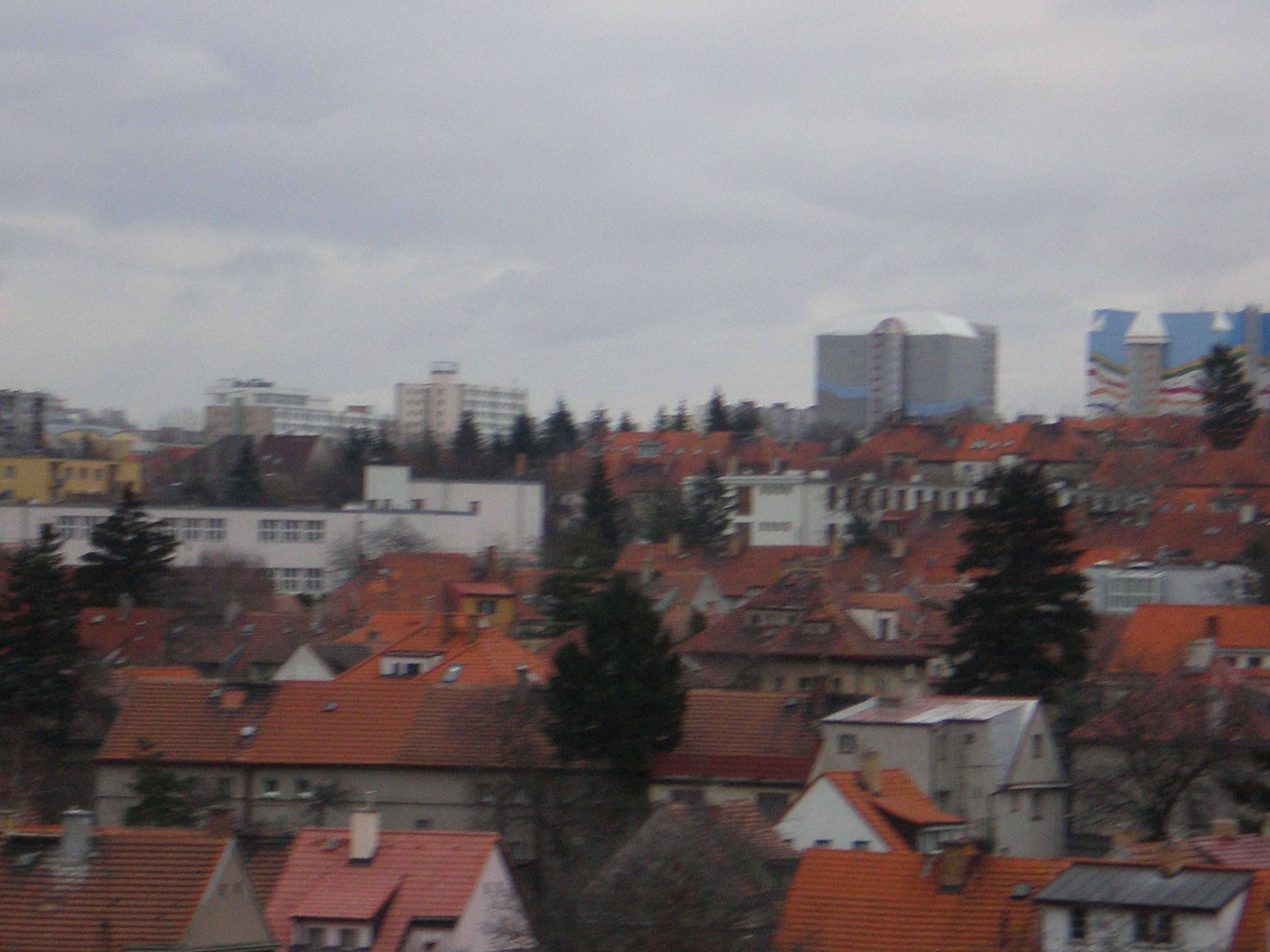
Starý Spořilov. Vlevo uprostřed ZŠ Jižní, vpravo na obzoru budovy archívů na Chodovci

## Zajímavosti
V roce 1933 otevřeli sokolové v ulici Severozápadní VI. novou sokolovnu a při té příležitosti při ní vysadili dvě lípy velkolisté na památku zakladatelů České obce sokolské Dr. Miroslava Tyrše ( lípa vpravo) a Jindřicha Fügnera (lípa vlevo).
V roce 1935 byl u Roztylského náměstí vybudován funkcionalistický kostel svaté Anežky České. Kostel projektovali architekti Nikolaj Paškovský a Stanislav Režný. Již od počátku je ve správě františkánského řádu. V letech 1937–1940 byl na náměstí také pomník Hrdinům od Zborova, jako vzpomínka na vítěznou bitvu československých legionářů 2. července 1917 během "velké" války, později již neobnovený. Bronzová socha Zborováka od sochaře Karla Babky tam byla odhalena v červnu 1937 spolubojovníkem Masarykovým generálem Stanislavem Čečkem, hrdinou od Zborova a Bachmače. Za války byla použita na německý válečný materiál. Po roce 1990 došlo k obnově tohoto pomníku včetně „Zborováka“ v Blansku, kde byla původní socha též odlita. Nyní je na místě pomníku tzv. národní hřbitov s několika pomníky padlých v 2. světové válce.
Ve východní části Spořilova působilo kino Sigma, z něhož v dubnu 2008 vzniklo Kulturní centrum Spořilov a Informační kancelář Úřadu městské části Praha 4, spojená se službou Czech POINT.
V těsné blízkosti Spořilova leží Hamerský rybník s historickým jádrem Záběhlic.
Na Spořilově bydlí či bydlelo i mnoho známých osobností, například folkový písničkář Jan Nedvěd, herci Josef Abrhám a Libuše Šafránková, spisovatel Adolf Branald, dále zakladatel divadla Semafor Jiří Suchý, dramatik a spisovatel Ivan Vyskočil, ak. malíř Vladimír Joachimsthal, spisovatel Karel Ptáčník, fotograf František Drtikol. A na svoji poslední cestu se odtud vydal z kolejí UK tramvají přes Nusle na Václavské náměstí 16. ledna 1969 student Jan Palach.
Spořilov je velice vyhledávanou lokalitou pro filmaře, bylo zde natočeno několik filmů.

## Doprava

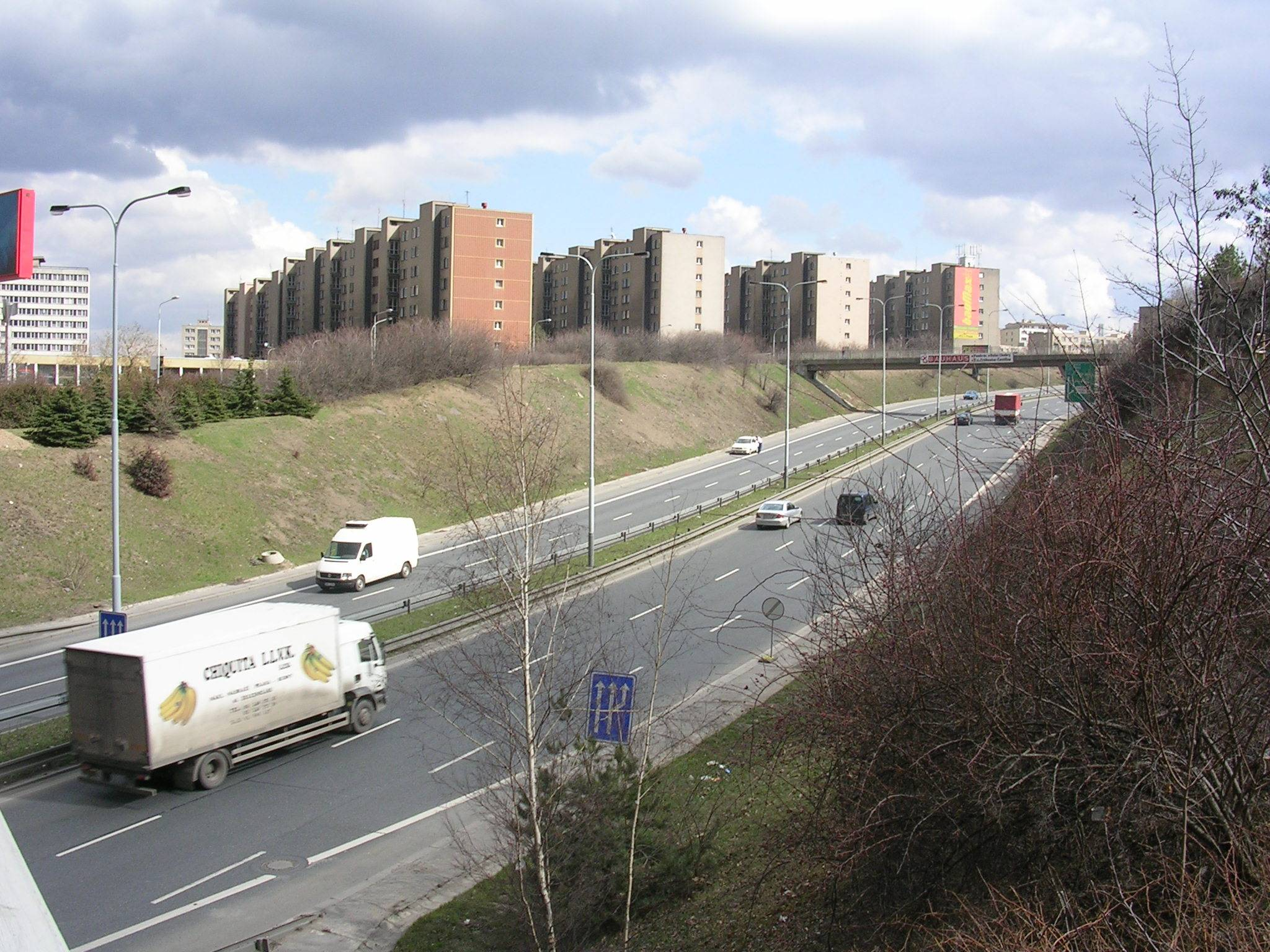
Spořilovská ulice v zářezu dělícím Spořilov

Od 1. března 1928 jezdily tramvaje od centra Prahy a od Nuslí kolem plynárny do oblasti křižovatky s ulicí Chodovskou. Od 12. října 1929 byla trať prodloužena do dolní (severní) části Spořilova na bývalé Bratislavské náměstí, kde tramvaj končila na smyčce s protisměrnými kolejemi. Později byla Chodovská a navazující Spořilovská ulice v této části přebudována na velkokapacitní sběrnou komunikaci a zabudována do zářezu dělícího Spořilov na dvě části. Tramvajová trať byla 1. července – 1. září 1986 odkloněna východně na novou smyčku u severního okraje Sídliště Spořilov II. Odbočka od plynárny do Starých Záběhlic (nedaleko severního okraje Spořilova) byla v provozu v letech 1938–1971 a nikdy nebyla v původním rozsahu dokončena. Úvahy o prodloužení tramvajové trati ze Spořilova směrem k Chodovu se vždy objevovaly a i v roce 2005 se objevily v seznamu možných nových tratí do roku 2020.

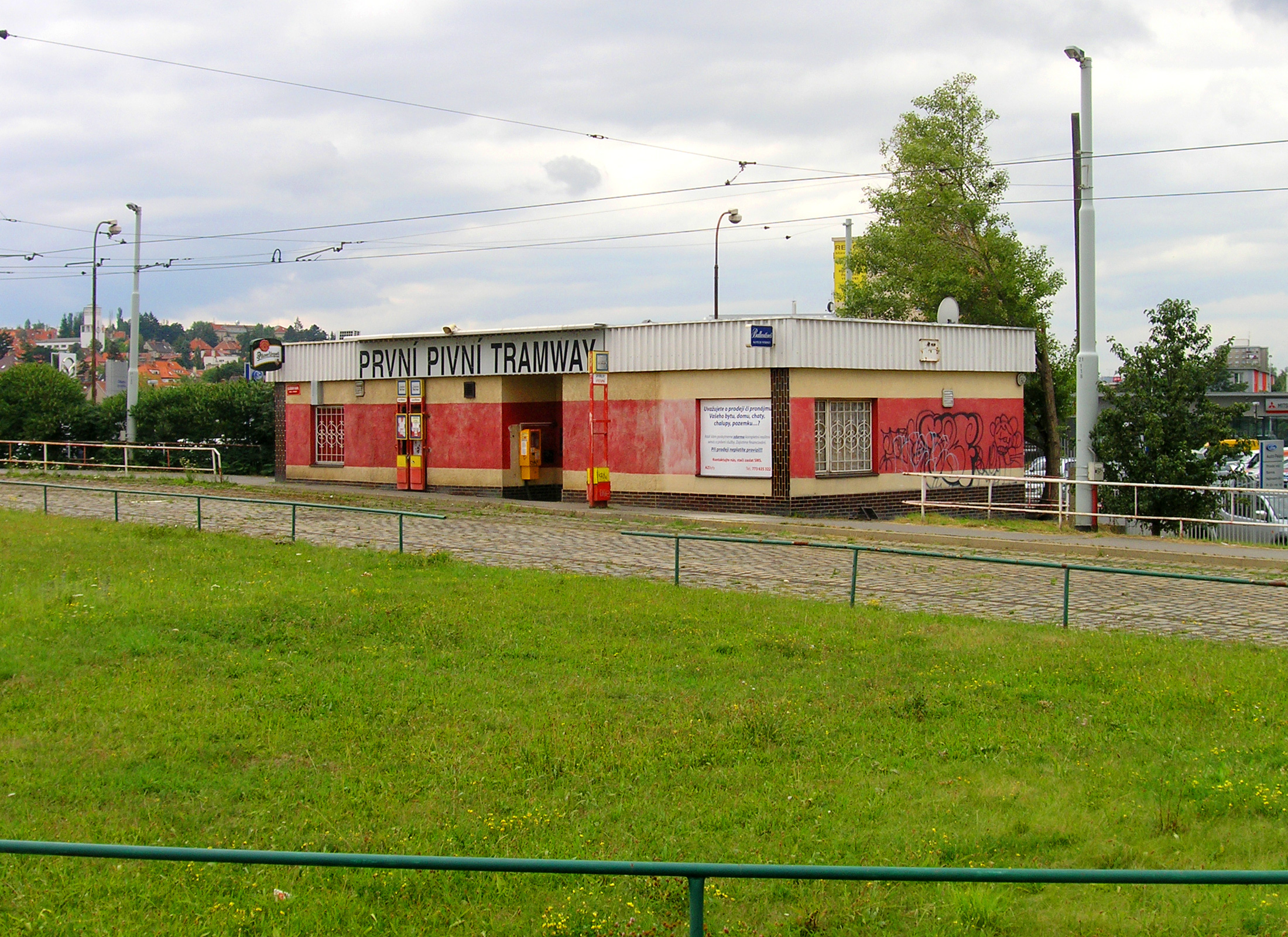
Konečná stanice tramvají na Spořilově

Autobusová doprava ze Spořilova směřuje do několika směrů: přes Bohdalec k Vršovicím, ke Kačerovu, ke stanici metra Roztyly a k Chodovu nebo od roku 2012 i do oblasti Smíchova a Barrandova. Přímé spojení do hlavní části Záběhlic do září 2012 neexistovalo, ale od 1. 9. 2012 je zajištěno novou autobusovou linkou (linka 138).
Stanice metra Roztyly je od Starého Spořilova v pěším dosahu po lávce přes Chodovskou radiálu (což je de facto přímý nájezd na dálnici D1).
Na železniční trati souběžné s Jižní spojkou je plánováno kolem roku 2020 zřízení zastávky Spořilov a městské železniční dopravy v linii Braník–Krč–Kačerov–Spořilov–Zahradní Město.
Původní, dnes již neexistující, železniční zastávka Praha-Spořilov ležela na trati Praha-Vršovice – Praha-Braník v místě, které je blízko stanici metra Kačerov a současné zastávky Praha-Kačerov. Zastávka byla zrušena při převedení tratě z povrchu (na úrovni domů v ulici Na Nivách) do současné trasy ve výkopu (někdy kolem roku 1960). Celý povrchový úsek trati byl zrušen a jen jednotlivé stavby (např. most v Michelském lese) ho připomínají.
Železniční tratě (nuselsko-modřanská dráha a železniční jižní spojka) oddělují od Spořilova michelské areály Dopravního podniku hl. m. Prahy: autobusové garáže Kačerov a depo metra Kačerov. V těchto místech se v roce 1969 nalézaly „Spořilovské koleje Univerzity Karlovy“, odkud začínal 16. ledna 1969 ráno svoji poslední cestu do Prahy Jan Palach.
V letech 1961–1999 bylo na pomezí Spořilova a Michle vybudováno rozsáhlé odstavné železniční nádraží Praha-Jih, jehož součástí je i několik provozních budov Českých drah.

## Sousední čtvrti
- Kačerov
- Vršovice
- Záběhlice
- Hostivař
- Jižní Město
- Nusle